# Farul Wittenbergen
Farul Wittenbergen este un far amplasat pe malul râului Elba, în cartierul Rissen⁠(d) al orașului Hamburg. Din 1900 formează, împreună cu farul Tinsdal (amplasat la o distanță de aprox. 800 m aval), sistemul de lumini direcționale⁠(d) Wittenbergen-Tinsdal.
Construcția a început în 1899, odată cu farul Billerbek⁠(d), care împreună cu farul Tinsdal a format sistemul Billerbek-Tinsdal până în 1960. Din cauza unei schimbări în albia Elbei Inferioare, farul Wittenbergen, cu înălțimea de 30 m și masa de 4 tone, a fost mutat 9 m spre sud în septembrie 1905.
În 1927, lanterna cu kerosen a fost înlocuită cu una cu GPL. În același an turnul a fost vopsit în dungi albe și roșii – culorile clasice ale farurilor germane. Farul a fost electrificat în 1966 și din 1979 este controlat de la distanță. Între timp, sursa de lumină a fost schimbată din nou, de această dată fiind instalate două lanterne (2 x 60 W) cu o bătaie luminoasă de 14,3 mile marine.
La 31 martie 2004 farul a fost declarat monument și a fost luat sub protecție.